# Livre de Jonas
Le Livre de Jonas est un récit du Tanakh (Bible hébraïque), appelé Maftir Yonah, qui décrit un événement de la vie du prophète Jonas (en hébreu : יוֹנָה (yôna(h)), abrégé en Jon). Jonas est le cinquième des douze petits prophètes de la Bible.
L'idée principale du livre est que le Dieu d'Israël est le Dieu de tous les hommes et que sa miséricorde s'étend à eux, pourvu qu'il y ait repentir de leur part. Le livre décrit alors la colère que Jonas ressent en voyant que Dieu a pitié d'Assyriens qui sont ennemis du royaume d'Israël.

## Description et contexte
Dans le canon biblique, le Livre de Jonas est juxtaposé à celui de Michée qui lui fait suite, soit parce qu’il contient le récit du sauvetage de Ninive alors que Michée en a prophétisé la destruction (5:4-5), soit parce que les deux livres révèlent l’efficacité de la techouva (repentir).
Le Livre de Jonas se présente sous la forme d’un récit relatant de façon imagée une aventure dont le thème est tout entier consacré à la valeur du repentir.
Le nom de « Ninive » apparaît dans la Torah (Gen. 10:11) où l'on apprend que la ville a été construite par Achour (Assur), fondateur de l’Assyrie. Bien que ce soit la première fois que le nom d’une cité apparaisse dans le texte sacré, elle n’est pas reliée à l’histoire juive mais à celle d'idolâtres.
A l’époque de la royauté, Ninive est la capitale de l'Assyrie, une grande puissance étrangère de ce temps, qui représente une menace pour les deux royaumes juifs (de Judée et d'Israël). L'Assyrie détruit ainsi le royaume du Nord en -721, soit 135 ans avant la destruction du premier Temple de Jérusalem (-586), et disperse à travers le monde les tribus d'Israël qui le peuplaient et dont une partie reste appelée les « Dix tribus perdues ».

## Résumé

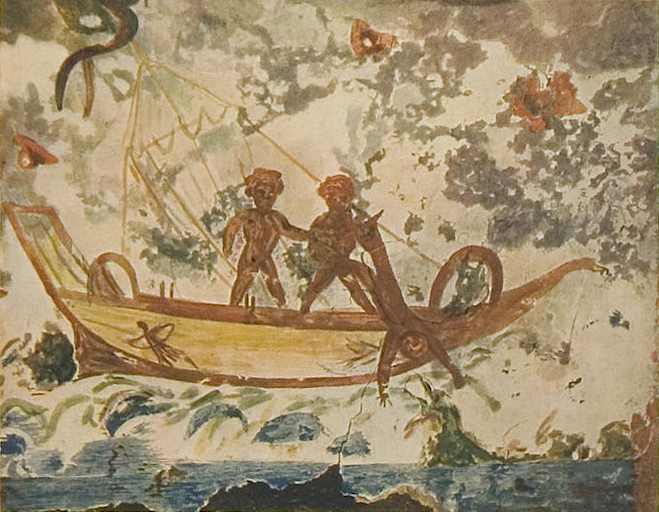
Jonas jeté à la mer, catacombe de Priscille, Rome.

Le prophète Jonas est envoyé par Dieu à Ninive, symbole d'oppression et de violence, pour condamner la ville et l'inviter à se repentir mais il s’enfuit dans la direction opposée, embarquant sur un navire en partance pour Tarsis afin d'échapper à la parole de Dieu, et fuir sa mission dangereuse de prophète en pays païen. Selon le Livre d'Isaïe, Tarsis est le lieu où la parole divine n'arrive pas.
Jonas monte dans un bateau, puis descend dans la cale et s'endort. Le navire est pris dans une grande tempête. Les marins prient vainement chacun à l'adresse de sa propre divinité puis jettent les sorts afin de découvrir la cause de ce malheur, et les sorts désignent Jonas plongé alors dans un profond sommeil au fond d'une cale. L’équipage interroge leur passager qui affirme son identité comme « Hébreu » (‘ivri) et « leur propose de lui même qu’on le précipite dans l’eau afin de calmer les flots impétueux ». Il est lancé à la mer, qui se calme aussitôt.
Avalé par un grand poisson (souvent improprement appelé « baleine ») durant trois jours et trois nuits, Jonas se met à prier en regrettant sa fuite et se voit vomi sur une plage. Une nouvelle fois, Dieu donne l’ordre à Jonas d'aller à Ninive pour réprimander sa population pour sa conduite. Jonas, cette fois, ne se dérobe pas et reprend le chemin pour Ninive. Il y annonce le futur jugement aux habitants de la cité :  « Encore quarante jours, et Ninive sera détruite ! ». Les habitants se repentent ; le roi de Ninive ordonne même un jeûne collectif afin d’inciter ses sujets à se détourner de leurs mauvaises actions. Le texte précise : « Et Dieu Se ravisa concernant le mal qu’Il avait dit qu’Il leur ferait, et Il ne le fit pas » : Dieu leur pardonne et ne détruit pas la ville. Jonas s'irrite d'avoir annoncé pour rien la destruction de Ninive, qui n'a pas eu lieu, mais Dieu le réprimande.

## Interprétation juive
Le Livre de Jonas n'indique pas pourquoi Jonas se détourne la première fois de sa mission mais le Midrach explique qu’il craignait que le repentir de Ninive n’incite Dieu à retourner Sa colère contre Israël.
Selon le Gaon de Vilna, l’idée générale du livre est que l’âme humaine (Jonas) est envoyée sur terre pour améliorer l’état du monde (Ninive). Cependant, loin de l’améliorer, elle le pervertit davantage. Aussi, doit-elle en passer par un processus de réincarnation (guilgoul) afin d’accomplir la tâche qui lui est dévolue, mais cette fois dans la douleur.

## Interprétation dans le christianisme
Le Nouveau Testament fait mention de Jonas. Jésus enseigna que Jonas avalé par le poisson annonçait sa mort et sa résurrection (Mt 12:39–40 ; 16:4 ; Lc 11:29–30). L'Évangile selon Matthieu fait mention au chapitre 12 d'un signe de Jonas qui semble être l'annonce de la mort de Jésus Christ pendant trois jours complets, suivis de sa résurrection. Dans l'Évangile selon Luc au chapitre 11: « (...) parce qu’ils se sont repentis à la prédication de Jonas(...) », le signe est celui de la conversion des païens, alors que les Juifs gardent leur distance vis-à-vis de Jésus.

## Interprétation libérale

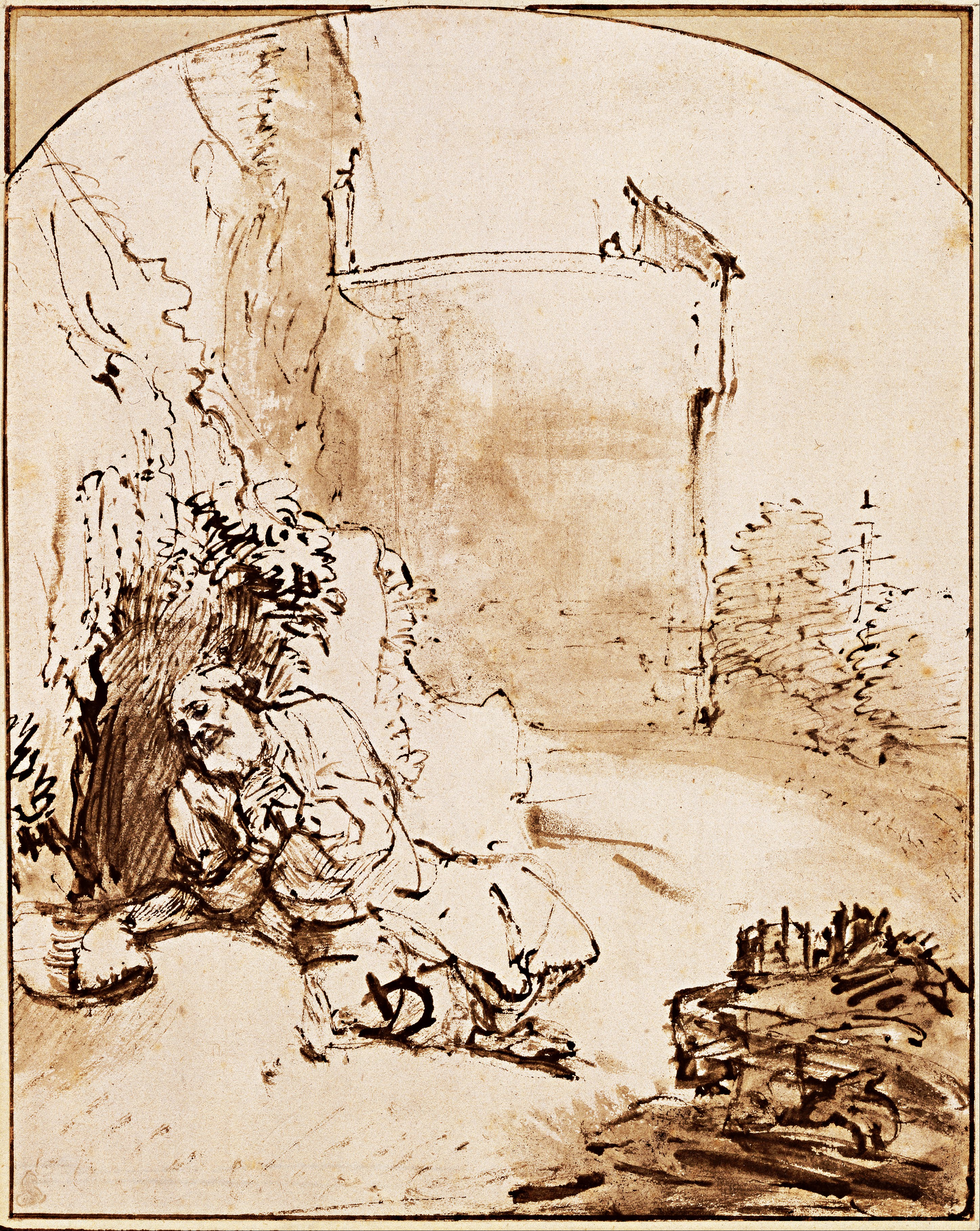
Le Prophète Jonas devant les murs de Ninive, dessin de Rembrandt, v. 1655.

Le prophète reproche à son Dieu d'avoir épargné les habitants de Ninive. Il s'agit d'un pastiche des textes de prophètes plus anciens qui refusaient la conversion des étrangers à Juda et leur prédisaient la punition divine, comme Jonas à Ninive. À l'inverse, le Livre de Jonas indique que tout homme peut susciter la pitié du Dieu d'Israël, ce qui explique qu'en d'autres circonstances, certains aient échappé aux châtiments prédits par les prophètes.
Le Livre de Jonas a été écrit, selon la théologie libérale, à l'époque post-exilique, donc bien après la destruction de Ninive en - 612, et il ne fait référence à cette ville qu'en tant que symbole de ville gigantesque, à laquelle il attribue de façon fantaisiste plus de 120 000 habitants et une taille telle qu'il faut trois jours de marche pour la traverser ou en faire le tour. Le propos du rédacteur est de s'en servir comme modèle de ville qui ne connaît pas Dieu avant la venue du prophète, située dans un pays étranger mentionné dans d'autres textes bibliques : l'Assyrie qui est un ancien oppresseur d'Israël et de Juda.